# CDP Equity
CDP Equity è una holding di investimento costituita nel 2011 e interamente partecipata da Cassa Depositi e Prestiti. L'obiettivo di CDP Equity è perseguire la strategia del Gruppo CDP sia direttamente, attraverso investimenti in società di interesse strategico nazionale in grado di generare valore nel lungo periodo, sia indirettamente, attraverso l’assunzione di partecipazioni in società di gestione del risparmio e la sottoscrizione di quote di fondi e di fondi di fondi, operanti in diversi settori dell'economia italiana al fine di favorirne la crescita.
CDP Equity è tra i principali operatori italiani nei settori del private equity (anche attraverso la controllata Fondo Italiano d’Investimento), private debt, venture capital (attraverso la controllata CDP Venture Capital) e delle infrastrutture ed è un investitore di lungo periodo la cui attività persegue logiche di mercato, gestendo il portafoglio di partecipazioni secondo un principio di rotazione del capitale una volta raggiunti gli obiettivi prefissati.
CDP Equity - che dall’aprile del 2022 è ente capofila per il Programma InvestEU - è membro attivo di reti italiane (Associazione Italiana del Private Equity, Venture Capital e Private Debt - AIFI) e internazionali (The International Forum of Sovereign Wealth Funds e One Planet Sovereign Wealth Funds) insieme a operatori del settore investimenti diretti e indiretti. Esempio di partnariato con investitori internazionali è il protocollo di intesa siglato nell’ottobre del 2023 con il fondo sovrano malese Khazanah Nasional Berhad (Khazanah).
Al 31 dicembre 2023 CDP Equity contava 21 società in portafoglio (anche tramite veicoli) e 20 fondi sottoscritti; a tale data, inoltre, aveva un totale attivo pari a 10,2 miliardi di euro.

## Partecipazioni
Le risorse investite da CDP Equity (direttamente o indirettamente) sono impegnati nelle seguenti imprese:
- Ansaldo S.p.A (99,6%)
- Saipem S.p.A (12,8%)
- Fincantieri S.p.A. (71,3%)
- Hotelturist S.p.A. (45,9%)
- Webuild S.p.A. (16,4%)
- GPI S.p.A. (18,4%)
- Euronext N.V. (7,8%)
- Renovit S.p.A (30%)
- GreenIT S.p.A (49%)
- Polo Strategico Nazionale S.p.A. (20%)
- CDP Venture Capital SGR S.p.A. (70%)
- Fondo Italiano d'Investimento SGR S.p.A. (55%)
- F2i - Fondi Italiani per le Infrastrutture SGR S.p.A. (14%)
- Holding Reti Autostradali (51%)
  - Autostrade per l'Italia S.p.A (88,1%)
- Open Fiber Holdings S.p.A. (60%)
  - Open Fiber S.p.A (100%)
- Mozart Holdco S.p.A. (14,9%)
  - Maticmind S.p.A (100%)
- Kedrion Holding S.p.A. (6,6%)
- CDPE Investimenti (72,1%)
- Valvitalia S.p.A. (75%)
- Nexi S.p.A. (8,2%)
- Trevi Finanziaria Industriale S.p.A. (21,2%)